# Henri Lecourt
Henri Lecourt a écrit le premier livre en français sur la cuisine chinoise de Chine. Il fut publié à Pékin en 1925, sa préface est datée du 30 avril 1924 ,,. Le premier livre sur la cuisine chinoise en langue anglaise How to Cook and Eat in Chinese par Buwei Yang Chao date de 1945 .
De nationalité française, il avait épousé un cuisinière chinoise . Il était membre de l’Ordre du Nuage de Jade Vert, fondé par son éditeur, le chansonnier Albert Nachbaur, dans sa commune de fantaisie inspirée de Montmartre - la commune libre de Pi Yu Tse - autour d'une vieille pagode qu'il avait achetée à une trentaine de km de Pékin ,,.

## Découverte de la cuisine chinoise de Chine
Selon Raymond Dumay, «cet heureux homme est arrivé en Chine vers 1900», en 1913 il est commis principale de la Poste française de T’ien-Tsin il deviendra chef de la poste de la Concession Française de T’ien-Tsin (Tianjin) jusqu'à 1930.
L'ouvrage comprend 243 recettes (dont 3 préparations alcooliques) avec un intéressant chapitre sur les choses fumées, parmi lesquelles divers légumes fumés. Le fumage chinois «n'expose pas les aliments aux fumées de bois mais d'herbes spéciales réduites en poudre et surtout de cassonade», l'auteur apprécie les Navets excellents à la mode, demi séchés et fumés. L'auteur fournit notamment de nombreuses recettes de tofu. S'y ajoutent des considérations détaillées sur les origines de cet art culinaire, et sur les manières de table (Lecourt avait une bibliothéque historique dont il nous reste quelques ex-libris).
Malgré les efforts de l'auteur pour donner des recettes lisibles et reproductibles le livre reste largement méconnu.

### LeXIXesiècleignore la complexité de la gastronomie chinoise
Quelques auteurs avaient antérieurement diffusé des jugements souvent négatifs, voir ahurissants («les chinoises qui mangent du rat salé deviennent généralement chauves», Journal des débats 1879 )  sur la cuisine chinoise qui laisseront des traces: Georges Bell (1860) avait disqualifié la cuisine chinoise : viande sans goût, «bizarres singularités» (viande de chien engraissé qu'un officier anglais prend pour du mouton, arêtes de poisson confites, pousses de bambou au vinaigre) . Maurice Jametel (1887) raconte un rien méprisant un repas dans le restaurant chinois Tous les cieux, à Pékin. Le repas est en 4 services composés de 3 plats de résistance et de 12 assiettes, qu'il décrit comme insipides (soupe de nids d'hirondelle, graines de lotus) ou atrocement épicées, il est tout aussi critique face aux boissons (eau de vie de grain parfumées à la rose)  .
A la même époque et jusqu'à la fin de la première guerre mondiale l'occident (USA, Grande-Bretagne, France, Espagne, etc.) reçoit une main d'œuvre de migrants chinois non qualifiée qui, faute de moyens et de produits locaux, montent une restauration à très bas prix que Yu-Sion Live qualifie de «gargotes communautaires» ,,,,. Les pays occidentaux vont apprendre à connaitre une cuisine chinoise simplifiée, adaptée, différente des cuisines de Chine, même si au début du XXe siècle les revues coloniales et la presse découvrent un cuisine chinoise «variée et délicate» ,,. 

## Livre d'Henri Lecourt

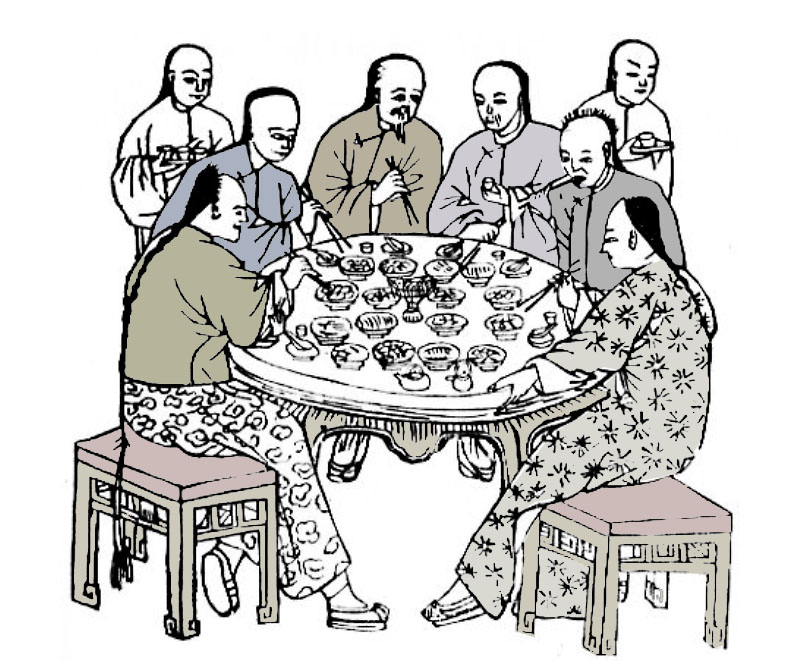
Un repas d'amis (extrait de La cuisine chinoise 1925) «la table est toujours ronde quand il y a plus de trois convives. Elle comporte deux places d’honneur qui font presque toujours face à la porte d’entrée, la place la plus honorable étant à gauche»

Dans ce contexte le livre de Lecourt n'est ni lu ni compris du vivant de Lecourt.

### Longtemps victime de préjugés
C'est en 1920 que s'ouvre à Paris le premier restaurant de cuisine chinoise de qualité: le Chung Fat Lung rue des Carmes . Il est fréquenté par des étrangers, des diplomates et est qualifié d'amusant par la chronique gastronomique de Comoedia (1938) . De même, le livre de Lecourt est à peine signalé dans la presse qui le classe dans la catégorie divers et n'en voit pas l'apport,. Prosper Montagné le qualifie (1930) «d'un des livres les plus intéressants écrit sur la cuisine chinoise», mais il n'en retient pas les recettes ou les techniques, il écrit que cette cuisine peut «inspirer une répugnance instinctive pour des mets méconnus». 
Raymond Dumay, reconnaît en 1997 l'originalité du travail de Lecourt, retient avant tout sa recherche sur l'origine préhistorique de la cuisine impériale . Bruno Fuligni (2015) donne Henri Lecourt dans ses sources des Gastronomes de l’extrême,.  

### Reconnaissance tardive pour un livre toujours lu
Jean-Philippe Derenne (2014) a lu le livre de Lecourt qu'il qualifie d'excellent. Il cite la recette de Fausses Holothuries au naturel (Tch’ao sou hai chenn) faite de farine de haricots, de champignons hachés, d’hémérocalle jaune, et de soja sec. Christian Boudan (Le cucine del mondo: geopolitica del gusto) indique que l'absence de confiserie propre à la cuisine chinoise est signalée par Lecourt («l’art du bonbon et des sucreries en général est resté rudimentaire... Ils ignorent la dragée, la praline, le chocolat, la vanille. A présent ils emploient les parfums artificiels, essences venues de l’étranger. Bons pâtissiers ils ignorent presque tout de la confiserie»). Patrick Ledrappier (2021) mentionne Lecourt dans sa bibliographie de la diététique chinoise.

## Citation
Commentaire de la couverture du livre par Lecourt (1925)

« à gauche, place d’honneur en Chine, le dieu du Foyer Tsao Wang. A sa droite est placée Madame Tsao Wang, que les Chinois appellent Tsao Wang Nai Nai. Ces deux personnages tiennent un sceptre appelé jou i c’est-à-dire comme ou avec la pensée.
A droite se trouve un serviteur porteur d’une pancarte sur laquelle est inscrit le caractère chann ‘bon’. Près de lui, au premier plan, on voit un secrétaire souriant portant dans ses bras le registre dans lequel seront inscrites toutes les bonnes actions.
A gauche, près de Madame Tsao Wang est un second serviteur qui tient un cartouche avec le mot ngo, ‘mauvais’. Et au dessous est un scribe à barbe rouge et l’air rébarbatif qui est muni du registre d’inscription des péchés et des mauvaises actions.
Le chien et le coq placés de chaque côté d’un foyer incandescent sont là pour montrer que Tsao Wang et sa femme vivent en famille. Des fleurs et des bougies de cire rouge ornent la table. On aperçoit le cheval du dieu conduit par la palefrenier muni de la cravache. »

## Publication
- Henri Lecourt. La cuisine chinoise, Pékin, Albert Nachbaur, 1925, XII+150 pages [édition originale] ; Paris : R. Laffont, 1968, 310 pages [réimpression à l'identique, l'original étant devenu introuvable].

« Dans l’énorme bibliographie consacrée à la cuisine, on chercherait en vain, écrit en langue européenne un document sur la gastronomie chinoise. Les auteurs les plus réputés parmi gourmets et gourmands en parlent peu ou prou et Ali-Bab lui-même, dans ses études culinaires effleure à peine le sujet. Il faut donc louer M. Lecourt, un de nos compatriotes résidant en Chine depuis de nombreuses années, connaissant à fonds le chinois et les chinois, d’avoir comblé cette lacune. Les notes qu’il publie ici sont du plus haut intérêt et les recettes qu’il indique lui ont été fournies par les meilleurs des célestes maître queux. Puissent-elles venir ajouter un peu de fantaisie dans les menus des repas français. »

- Pierre Palpant, édition en mode texte, 2014 (sur archives.org)[30].